# Dvori (Kaštelir-Labinci)
 Dvori  (olaszul:  Ciòlin) falu Horvátországban, Isztria megyében. Közigazgatásilag Kaštelir-Labinci községhez tartozik.

## Fekvése
Az Isztria középnyugati részén, Porečtől 8 km-re északkeletre, községközpontjától 2 km-re délnyugatra fekszik.

## Története
Területén már az ókorban éltek emberek. Ennek bizponytéka, hogy az egykori Via Flavia közelében a falu területén 1908-ban egy nagy méretű villa rustica (villagazdaság) épületének maradványait tárták fel a 2. századból. Az épületegyüttes egyik helyiségét a borivás római istenének Bacchusnak szentelték. Az erre emlékeztető feliratos követ a poreči múzeumban őrzik.
A falunak 1900-ban 6 lakosa volt. Az első világháború után a rapallói szerződés értelmében Isztria az Olasz Királysághoz került. A második világháború után Jugoszlávia része lett. A település Jugoszlávia felbomlása után 1991-ben a független Horvátország része lett. 2011-ben 50 lakosa volt. Lakói  főként mezőgazdasággal és állattartással foglalkoznak.

## Lakosság
| Lakosság változása | Lakosság változása | Lakosság változása | Lakosság változása | Lakosság változása | Lakosság változása | Lakosság változása | Lakosság változása | Lakosság változása | Lakosság változása | Lakosság változása | Lakosság változása | Lakosság változása | Lakosság változása | Lakosság változása | Lakosság változása |
| ------------------ | ------------------ | ------------------ | ------------------ | ------------------ | ------------------ | ------------------ | ------------------ | ------------------ | ------------------ | ------------------ | ------------------ | ------------------ | ------------------ | ------------------ | ------------------ |
| 1857               | 1869               | 1880               | 1890               | 1900               | 1910               | 1921               | 1931               | 1948               | 1953               | 1961               | 1971               | 1981               | 1991               | 2001               | 2011               |
| 0                  | 0                  | 0                  | 0                  | 6                  | 0                  | 0                  | 0                  | 73                 | 61                 | 46                 | 33                 | 33                 | 41                 | 37                 | 50                 |